# Прапор Краснодарського краю
Прапор Краснодарського краю — символ Краснодарського краю. Прийнято 23 червня 2004 року.

## Опис
Прапор Краснодарського краю являє собою прямокутне полотнище із трьох горизонтальних смуг: верхньої — синього, середньої — малинового й нижньої — зеленого кольору. Ширина двох крайніх смуг дорівнює ширині середньої смуги. У центрі прапора розташований герб Краснодарського краю, виконаний в одноколірному варіанті — жовтим кольором з жовтогарячим контуром. Відношення ширини прапора і його довжини — 2:3.
Кольори прапора краю офіційно ніякого символічного навантаження в собі не несуть, за винятком того, що повторюють кольори прапора Кубанської Народної Республіки, що вважається національним прапором кубанських козаків.

## Історія

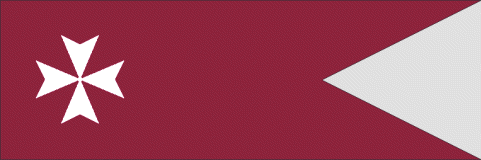
Прапор Чорноморського козацького війська, утвореного після втечі Запорожців на Кубань (1792-1860)
Прапор Республіки Кубанський Край більш відомою як Кубанська Народна Республіка (1918-1920)